# Hermenegildo Galeana, Acatlán
Hermenegildo Galeana är en ort i Mexiko.   Den ligger i kommunen Acatlán och delstaten Puebla, i den sydöstra delen av landet, 170 km sydost om huvudstaden Mexico City. Hermenegildo Galeana ligger 1 382 meter över havet och antalet invånare är 1 047.
Terrängen runt Hermenegildo Galeana är kuperad. Runt Hermenegildo Galeana är det glesbefolkat, med 14 invånare per kvadratkilometer. Närmaste större samhälle är Acatlán de Osorio, 8,2 km sydost om Hermenegildo Galeana. Omgivningarna runt Hermenegildo Galeana är en mosaik av jordbruksmark och naturlig växtlighet.